# Ústřední národní knihovna v Římě
Ústřední národní knihovna v Římě (italsky: Biblioteca Nazionale Centrale di Roma) je italská národní knihovna v hlavním městě Římě, jedna ze dvou italských centrálních národních knihoven. Druhou je Ústřední národní knihovna ve Florencii (Biblioteca Nazionale Centrale di Firenze). Fondy knihovny obsahují více než 7 milionů tištěných svazků, 2000 prvotisků, 25 000 cinquecentin (knihy 16. století), 8000 rukopisů, 10 000 kreseb, 20 000 map a 1,3 milionu brožur. V hale budovy jsou tři veřejné výstavní prostory. Museo Spazi900 je věnován italské literatuře, La grande Biblioteca d’Italia: bibliotecari, architetti e artisti all’opera: 1975-2015 je stálá výstava věnovaná historii současné budovy a konečně třetí prostor hostí dočasné výstavy, obvykle vzácných tisků uchovávaných knihovnou. Základ nejcennějších sbírek knihovny vytvořila jezuitská Bibliotheca Secreta, umístěná v Collegio Romano, kde členové Tovaryšstva Ježíšova shromažďovali od založení svého řádu v roce 1540 obrovské bibliografické a dokumentační bohatství. Materiál nebyl ovšem přístupný veřejnosti, a to ani nejezuitským katolickým duchovním. Po sjednocení Itálie a dobytí Říma v roce 1870 byla jezuitská knihovna znárodněna Italským královstvím a stala se jádrem Biblioteca Nazionale Centrale di Roma, která byla slavnostně otevřena 14. března 1876. Knihovna v prvních letech zůstala umístěna v původních jezuitských prostorách, až roku 1975 získala novou budovu, jež byla navržena architekty Massimo Castellazzim, Tullio Dell'Anesem a Annibale Vitellozzim. V ní sídlí dodnes.